# Aragüés del Port
Aragüés del Port (en aragonès: Aragüés de lo Puerto i en castellà: Aragüés del Puerto) és un municipi aragonès situat a la província d'Osca i enquadrat a la comarca de la Jacetània.
La temperatura mitjana anual és de 9° i la precipitació anual, 1250 mm.